# Мости Лондона
У списках перелічені основні мости у Великому Лондоні. Більшість лондонських мостів з'єднують береги водотоків, найвідомішими є мости через Темзу. Інші мости — це автомобільні та залізничні шляхопроводи.

## Мости через річки

### Мости через Темзу
| Назва                                     | Роки відкриття         | Розташування (північний берег)       | Розташування (південний берег) | Фото |
| ----------------------------------------- | ---------------------- | ------------------------------------ | ------------------------------ | ---- |
| Тауерський міст                           | 1894                   | Тауер-Гемлетс                        | Саутерк                        |      |
| Лондонський міст                          | 1209, 1831, 1973       | Лондонське Сіті, Монумент            | Саутерк                        |      |
| Кеннон-стріт                              | 1866                   | Лондонське Сіті, Кеннон-стріт        | Саутерк                        |      |
| Саутваркський міст                        | 1819, 1921             | Лондонське Сіті, Квін-стріт          | Саутерк, Бенксайд              |      |
| Міленіум                                  | 2002                   | Лондонське Сіті, Квінгайт            | Саутерк, Бенксайд              |      |
| Блекфрайерс (залізничний)                 | 1864, 1886             | Лондонське Сіті, станція Блекфрайерс | Саутерк                        |      |
| Блекфрайерс (автомобільний та пішохідний) | 1769, 1869             | Лондонське Сіті, Блекфрайерс         | Саутерк                        |      |
| Ватерлоо                                  | 1817, 1945             | Вестмінстер                          | Ламбет, Саут-Бенк              |      |
| Гангерфорд та Золоті Ювілейні мости       | 1864, 2002             | Вестмінстер                          | Ламбет, Саут-Бенк              |      |
| Вестмінстерський міст                     | 1750, 1862             | Вестмінстер                          | Ламбет, Саут-Бенк              |      |
| Ламбетський міст                          | 1862, 1932             | Вестмінстер                          | Ламбет                         |      |
| Воксголлський міст                        | 1816, 1906             | Вестмінстер, Пімліко                 | Ламбет, Воксголл               |      |
| Гросвенорський міст                       | 1859                   | Вестмінстер                          | Вондзверт                      |      |
| Челсі                                     | 1858, 1937             | Кенсінгтон і Челсі, Челсі            | Вондзверт, Баттерсі            |      |
| Міст Альберта                             | 1873                   | Кенсінгтон і Челсі, Челсі            | Вондзверт, Баттерсі            |      |
| Баттерсійський міст                       | 1771, 1890             | Кенсінгтон і Челсі, Челсі            | Вондзверт, Баттерсі            |      |
| Баттерсійський залізничний міст           | 1863                   | Гаммерсміт і Фулем, Імперіал Варф    | Вондзверт, Клефем-Джанкшен     |      |
| Вондзвортський міст                       | 1873, 1938             | Гаммерсміт і Фулем, Фулем            | Вондзверт                      |      |
| Фулемський залізничний міст               | 1889                   | Гаммерсміт і Фулем, Патні-брідж      | Вондзверт, Іст-Патні           |      |
| Патні                                     | 1729, 1886             | Гаммерсміт і Фулем, Фулем            | Вондзверт, Патні               |      |
| Гаммерсмітський міст                      | 1827, 1887             | Гаммерсміт і Фулем, Гаммерсміт       | Ричмонд-на-Темзі, Кастелнау    |      |
| Барнс                                     | 1849                   | Гаунслоу, Чизік                      | Ричмонд-на-Темзі, Барнс        |      |
| Чизік                                     | 1933                   | Гаунслоу, Чизік                      | Ричмонд-на-Темзі, Мотрлейк     |      |
| К'ю (залізничний)                         | 1869                   | Гаунслоу, Ганнерсбері                | Ричмонд-на-Темзі, К'ю-Гарденс  |      |
| К'ю (автомобільний)                       | 1759, 1789, 1903       | Гаунслоу, Брентфорд                  | Ричмонд-на-Темзі, К'ю          |      |
| Ричмондський шлюз і пішохідний міст       | 1894                   | Ричмонд-на-Темзі, Сент-Маргаретс     | Ричмонд-на-Темзі, Ричмонд      |      |
| Твікенгемський міст                       | 1933                   | Ричмонд-на-Темзі, Сент-Маргаретс     | Ричмонд-на-Темзі, Ричмонд      |      |
| Ричмондський залізничний міст             | 1848                   | Ричмонд-на-Темзі, Сент-Маргаретс     | Ричмонд-на-Темзі, Ричмонд      |      |
| Ричмондський міст                         | 1777                   | Ричмонд-на-Темзі, Сент-Маргаретс     | Ричмонд-на-Темзі, Ричмонд      |      |
| Пішохідні мости Теддінгтонського шлюзу    | 1889                   | Ричмонд-на-Темзі, Теддінгтон         | Ричмонд-на-Темзі, Гем          |      |
| Кінгстонський залізничний міст            | 1863                   | Ричмонд-на-Темзі, Гемптон-Вік        | Кінгстон-на-Темзі, Кінгстон    |      |
| Кінгстонський міст                        | 1190, 1828             | Ричмонд-на-Темзі, Гемптон-Вік        | Кінгстон-на-Темзі              |      |
| Гемптон-Кортський міст                    | 1753, 1778, 1865, 1933 | Ричмонд-на-Темзі, Гемптон-Корт       | Суррей, Молезей                |      |

### Мости через канал Гранд-Юніон
| Назва          | Роки відкриття | Розташування | Фото |
| -------------- | -------------- | ------------ | ---- |
| Мерчант-Сквер  | 2014           | Паддінгтон   |      |
| Складаний міст | 2004           | Паддінгтон   |      |